# メルヴィン・リンゼイ
メルヴィン・リンゼイ（Melvin Lindsey、1955年7月8日 - 1992年3月26日）は、ワシントンD.C.地区で活躍したアフロ・アメリカンのラジオやテレビ番組の司会者。深夜音楽番組の様式のひとつであるクワイエット・ストームを始めた人物として知られている。
ハワード大学に学生として在籍中から放送にかかわり始め、ラジオ局WHUR-FMでDJを始めた。1976年に、深夜おいて後にクワイエット・ストームと名づけられる選曲を並べた放送を始めた。落ち着いたソウルミュージック系の曲を選んだ放送のスタイルは、スモーキー・ロビンソンの曲がよく使われていたことから、彼のヒット曲のタイトル「クワイエット・ストーム」と名づけられた。この様式はアメリカ全土に広がり、都会的で大人の雰囲気を持ったプログラムとして受け入れられ、やがては音楽におけるひとつのジャンルとみなされるようになった。
9年にわたってWHUR-FMでDJを務めた後、メルヴィンは移籍しWKYS-FMで5年間、同じ様式の放送を続け、Black Entertainment Televisionに移ってからは番組『Screen Scene』でホストに抜擢された。また、TVでも活躍し、ワシントンD.C.やボルチモアのテレビ番組に出演した。
1992年、メルヴィンはエイズで死亡したが、クワイエット・ストームのフォーマットはその開始から30年以上続いている。